# Переулок Красина
Переу́лок Кра́сина — тупиковая улица в центре Москвы на Пресне от улицы Красина.

## Происхождение названия
Переименован по примыканию к улице Красина. До 1965 года — тупик Красина (переименование тупика в переулок имело чисто идеологическую подоплёку; реально же, он как был, так и остался тупиком). До 1951 года — Чухинский тупик, по фамилии землевладельца Чухина (рядом находился и Чухинский переулок). Прозвищное имя Чуха известно по документам XVI века (согласно В. И. Далю, чуха может означать «свиное рыло», «чушь, чепуха», либо «чапан, кафтан синего сукна»).

## Описание
Переулок Красина начинается от одноимённой улицы чуть севернее Зоологической улицы, проходит сначала на запад, затем на север, заканчивается тупиком в жилой застройке во дворе дома № 16.

## Здания и сооружения
По нечётной стороне:
- Дом 15 — Центр детской телемедицины и новых информационных технологий;

По чётной стороне:
- Дом 16 — Центральная компания «Промвзрыв»;
- Дом 16, строение 1 — Центральное объединение сельских строителей.